# Dialetti della lingua macedone
I Dialetti della lingua macedone sono dialetti della lingua macedone parlati nella Repubblica di Macedonia del Nord e nella regione geografica della Macedonia.
Fanno parte del continuum dialettale delle lingue slave meridionali, che collegano il macedone e il bulgaro a est e il serbo a nord. 
Gli scrittori macedoni tendono a trattare tutti i dialetti parlati nella regione come macedone, inclusi quelli parlati nella parte più occidentale della Bulgaria (anche chiamata Macedonia Pirin) dove gli scrittori bulgari trattano tutti i dialetti macedoni come parte della lingua bulgara.
In Grecia l'identificazione dei dialetti parlati dalla minoranza locale slava con altri bulgari e macedoni è spesso evitata, e questi dialetti sono invece descritti come slavi, Dopia (locale), Stariski (antico) o Našinski, nostro.
I dialetti macedoni in senso più ampio possono essere suddivisi in un gruppo occidentale e uno orientale (il confine è approssimativamente da Skopje e Skopska Crna Gora lungo i fiumi Vardar e Crna).
In una classificazione più dettagliata, basata sui riflessi moderni come la riduzione vocalica proto-slavonica ("Ъ"), si distinguono 3 grandi gruppi: Occidentali, settentrionali e Orientali e Meridionali.